# Montana (Crans-Montana)
Montana (toponimo francese) è una frazione di 2 386 abitanti del comune svizzero di Crans-Montana, nel Canton Vallese (distretto di Sierre).

## Storia

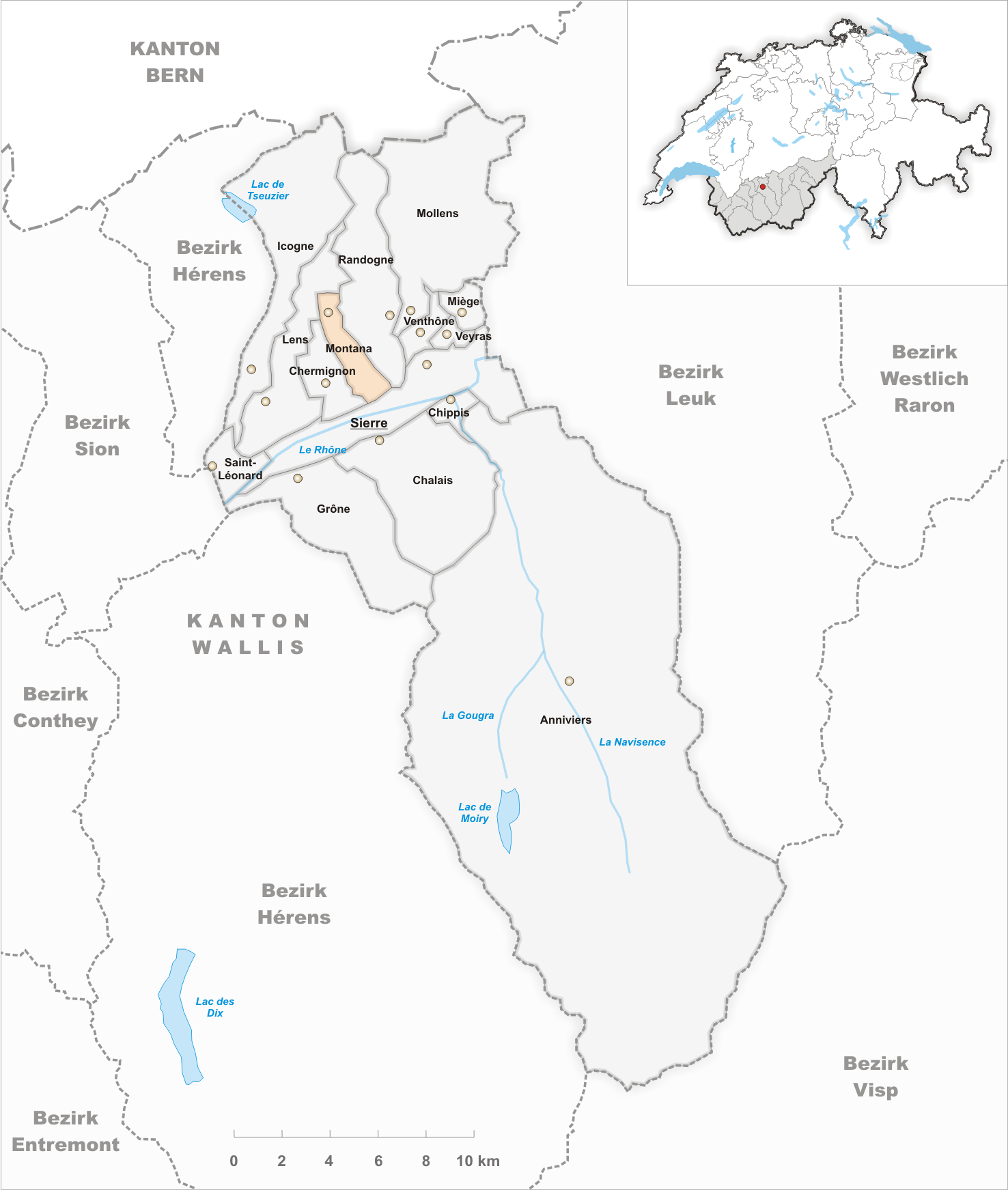
Il territorio del comune di Montana prima degli accorpamenti comunali del 2017

Già comune autonomo istituito nel 1905 per scorporo da quello di Lens, si estendeva per 4,9 km² e comprendeva anche le frazioni di Champzabé, Corin, Diogne e Montana-Vermala; nel 2017 è stato accorpato agli altri comuni soppressi di Chermignon, Mollens e Randogne per formare il nuovo comune di Crans-Montana.

## Monumenti e luoghi d'interesse
- Chiesa parrocchiale cattolica di San Grato, attestata dal 1516 e ricostruita nel 1704, nel 1851-1852 e nel 1935-1939[1].

## Società

### Evoluzione demografica
L'evoluzione demografica è riportata nella seguente tabella:
Abitanti censiti

## Amministrazione
Ogni famiglia originaria del luogo fa parte del cosiddetto comune patriziale e ha la responsabilità della manutenzione di ogni bene ricadente all'interno dei confini della frazione.